# Örjan Skogström
Örjan Skogström, född 18 april 1974, är en svensk innebandyspelare som sedan 2010 spelar i Storvreta IBK.. Han är back. Skogströms moderklubb är Fornudden IBK, där han började spela 1992.